# Косопуд Богдан Йосипович
Косопуд Богдан Йосипович (нар. 20 липня 1957, с. Кротошин, Пустомитівський район, Львівська область, УРСР) — український оперний та камерний співак.
Професор Львівської національної музичної академії імені М.Лисенка та викладач Львівського державного музичного училища (нині музичного коледжу) імені С.Людкевича.
Заслужений діяч мистецтв України (2012). Член Національної спілки театральних діячів України.
Нагороджений грамотами Міністерства культури України, обласних державних адміністрацій, обласних та міських управлінь культури, подяками журі міжнародних та всеукраїнських вокальних конкурсів.

## Біографічні відомості
Навчався у Львівському музично-педагогічному училищі імені Філарета Колесси (1972-1976). Викладачами вокалу були М.М.Ногтєва, згодом Л.М.Редченко, та Львівській державній консерваторії імені Миколи Лисенка (1978—1983) в класі професора, нар. артиста СРСР Павла Петровича Кармалюка (сольний спів). Камерного співу навчався у доц. Н.К.Чубарової та проф. М.О.Логойди.
Був солістом Львівського державного (нині національного імені С.Крушельницької) театру опери та балету імені І.Франка (1981—1983);
Кримської державної філармонії (1983-1989);
Львівської обласної філармонії (1989-2003);
Рівненської обласної філармонії (2003-2005).
Багато років працював солістом оперної студії при Львівській консерваторії (нині музичній академії).
Представляв українське мистецтво у багатьох країнах світу, зокрема: США, Канаді, Великій Британії, Югославії, Німеччині, Австрії, Угорщині, Польщі, Росії, Нідерландах, Швейцарії.
У 1986 році виступив із сольним концертом в ООН (Нью-Йорк, США).
Концертний репертуар Богдана Косопуда — від оперних арій, кантат, романсів західноєвропейської та вітчизняної класики, до сучасних українських творів та народних пісень.
Сольні програми складають твори Моцарта, Чайковського, Рахманінова, Кабалевського, Лисенка та інших. Співак має значну кількість фондових записів на державному радіо України та Львівському радіо і телебаченні (лемківські пісні, арії з опер, романси, твори українських авторів, народні пісні та власні твори).
Дискографія:
CD — «Чужино» Співає Богдан Косопуд (США-Чикаго) 2003 р.
CD — «Україно, матінко мила» (Україна-Львів) 2005 р.
CD — «Пригорніть мене, рідна, до себе» (Україна-Київ) 2008 р.
CD — До 90-річчя Івана Майчика, обр. лемківських пісень. (Україна-Львів) 2018 р.
CD — Свята Літургія комп. Романа Гурка — Соло і у складі хору (США-Канада) 2000 р.
Ініціатор та організатор святкувань і видання CD «Співає Павло Кармалюк» (Київ-Львів) 2008 р. до 100-річчя видатного митця.
Львівський музичний фаховий коледж імені С.П.Людкевича:
З 2003 року — викладач-методист сольного співу, завідувач вокального відділу (2011-2019); (2022-...) р.р.
Львівська національна музична академія імені М.В.Лисенка:
З 2011 року викладач
2012 р. ст. викладач
2016 р. доцент
2020 р. професор
Має власні видання:
"Репертуарна вокально-методична розробка для баритона" (2003 р. для середніх та 2017 р. для вищих навчальних закладів);
"З болем та любов'ю" - музично-поетична збірка (2003 р.)
"Україно, матінко мила" - збірник вокальних творів на власні вірші (2007 р.)
"Пісні та романси українських композиторів з репертуару Богдана Косопуда" - навчальний посібник для баритона (2014 р.)
"Соколині злети Павла Кармалюка. Рефлексії"  -  науково-популярне видання (2020 р.)
"Словами тими серце мовить" - (поезії) літературно-художнє видання (2022 р.) 
"Ой, попід гай зелененький" - українські народні пісні для баритона з репертуару Богдана Косопуда (2023 р.)

## Оперні партії
- Онєгін («Євгеній Онєгін» П. Чайковський),
- Алєко («Алєко» С. Рахманінов),
- Зурга («Шукачі перлів» Ж. Бізе),
- Енріко («Дзвіночок» Г. Доніцетті),
- Султан («Запорожець за Дунаєм» С. Гулак-Артемовський),
- Сташко («Заграва» А.Кос-Анатольський),[3]
- Марсель («Богема» Дж. Пуччіні),
- Шарплес («Мадам Батерфляй» Дж. Пуччіні),
- Сільвіо («Паяци» Р. Леонкавалло),
- Роберт та Ебн-Хакіа («Іоланта» П. Чайковський),
- Граф Орловський («Летюча миша (Кажан)» Й. Штраус),
- Микола («Наталка Полтавка» М. Лисенко),
- Барон («Травіата» Дж. Верді),
- Марулло («Ріголетто» Дж. Верді),
- Фіорелло («Севільський цирульник» Дж. Россіні),
- Просперо («Три товстуни» І. Юзюк) та інші.